# Frank B. Kellogg
Frank Billings Kellogg, ameriški pravnik, politik in državnik, nobelovec, * 22. december 1856, † 21. december 1937.

Bil je državni sekretar ZDA in ameriški senator. Je sopodpisnik mednarodnega pakta Kellogg–Briand, za kar je bil nagrajen z Nobelovo nagrado za mir leta 1929.

## Življenje
Kellogg je rojen v mestu Potsdam, New York, njegova družina pa se preseli v Minnesoto leta 1865. Kellogg je bil odvetnik samouk. Pravno prakso je pričel leta 1877 v Minnesoti. Kmalu napreduje in postane mestni odvetnik v letih 1878–1881, nato okrožni tožilec med 1882 in 1887. Leta 1880 postane član prostozidarske lože. 
Leta 1905 se Kellogg pridruži na željo predsednika Roosvelta zvezni vladi pri zveznem sodnem primeru. Sodeluje v pomembnih sojenjih tudi na zveznem nivoju in tako postane celo za leto dni predsednik Ameriške odvetniške zbornice (1912–1913).
Kellogg je izvoljen kot član republikanske stranke v zvezni senat kot kandidat države Minnesota leta 1916, z mandatom od 1917 do marca 1923. Med ratifikacijo Versajske mirovne pogodbe je bil Kellogg eden redkih republikancev, ki so podpirali ratifikacijo. Izgubil je volitve v vnovično izvolitev leta 1922, nato pa bil izbran za ambasadorja Velike Britanije od 1923 do 1925.
Izbran je za sekretarja za zunanje zadeve v vladnem kabinetu predsednika Calvina Coolidga v letih 1925–1929. Leta 1928 je odlikovan z Freedom of the City v Dublinu, Irski, leta 1929 pa ga nagradi francoska vlada z odlikovanjem Red legije časti.
Kot minister za zunanje zadeva ZDA je bil odgovoren za izboljšane odnose z Mehiko. Pomagal je tudi pri daljšem mejnem sporu med Perujem in Čilom. Najbolj pa je znan po mednarodnem paktu Kellogg–Briand, podpisanem leta 1928. Po paktu je razglasitev vojne  bila prepovedan inštrument izvrševanja nacionalne politike. Pakt je predlagal Aristide Briand, zaradi podpisa tega pakta in dejavnosti okoli samega pakta pa je bil Kellogg nagrajen leta 1929 z Nobelovo nagrado za mir.
Bil je tudi eden sodnikov na trajnem sodišču mednarodne pravice v letih 1930 - 1935. Do konca življenja je položil veliko denarja v ustanovo Kellogg za izobraževanje v mednarodnih razmerah leta 1937 v kolidžu Carleton. 
Po preživeti kapi je sledila usodna pljučnica, umrl je tako dan pred svojim 81.rojstnim dnem v mestu St. Paul. Pokopan je bil v pokopališču Faribault.

## Zapuščina
Njegova hiša v mestu Saint Paul, poimenovana po njem, je tudi zapisana kot Nacionalni zgodovinski spomenik ZDA v letu 1976. Kellogg Boulevard v Saint Paul se imenuje po njem. Prav tako se po njem imenujejo dve srednji šoli in ladja.